# Aphrastura
Aphrastura is een geslacht van zangvogels uit de familie ovenvogels (Furnariidae).

## Soorten
Het geslacht kent de volgende soorten:
- Aphrastura masafuerae – Masafuerarayadito
- Aphrastura spinicauda – Doornstaartrayadito